# Roger Abdelmassih
Roger Abdelmassih (São João da Boa Vista, 3 de outubro de 1943) é um ex-médico brasileiro, especialista em reprodução humana, e estuprador em série que foi condenado a 278 anos de prisão por 52 violações e quatro tentativas.
Suas vítimas eram as clientes que procuravam tratamento em sua clínica e que ele atacava enquanto  estavam sob efeito de sedativos usados durante o processo de fertilização. "Ocorria a penetração e algumas de suas vítimas podem até ter sido inseminadas com o seu esperma", reporta o portal da revista Super Interessante.
Os crimes, que aconteceram entre os anos 1990 e 2000, foram chamados de "monstruosidades" pelo portal da revista Aventuras na História em março de 2020. Referências a ele também usam o termo médico e monstro, numa alusão ao livro famoso "O médico e o monstro".
Abdelmassih teve seu registro profissional cassado em 20 de maio de 2011.

## Biografia
Filho dos comerciantes libaneses Olga e Jorge, Roger Abdelmassih nasceu em São João da Boa Vista, interior do estado de São Paulo. Bom aluno nos colégios que frequentou, passou "de primeira" e formou-se no curso de Medicina na Universidade Estadual de Campinas (Unicamp) no ano de 1968.
Com a primeira esposa, adotou dois filhos, os médicos Soraya Ghilardi e Vicente Ghilardi (que mudaram o sobrenome, chamado de "herança maldita").
Casou-se posteriormente com a ex-procuradora da república Larissa Maria Sacco, com quem teve dois filhos gêmeos.

### Carreira na Medicina
Segundo o portal Aventuras na História, ele sempre havia sido ambicioso e, após se formar, se especializou em urologia, atendendo, no entanto, apenas pessoas da elite "que fossem agregar algo em sua carreira profissional". "No final dos anos 70, começaram a surgir os primeiros casos de fertilização in vitro, Milton (um outro médico com quem trabalhava) e Roger ficaram impressionados com a ideia de trazer a técnica para solo brasileiro, mas os dois tinham razões diferentes pra isso. O primeiro pensava em quantas mulheres ele poderia ajudar com o processo, enquanto o outro, só pensava no quão famoso e rico ficaria por isso", reportou o portal também.
Com o fim da parceria entre os médicos, Abdelmassih abriu uma clínica em São Paulo, tornando-se um dos dos pioneiros da fertilização in vitro no Brasil.
Ficou nacionalmente conhecido por atender esposas de diversas personalidades, como a de Pelé, do ex-presidente Fernando Collor, do humorista Tom Cavalcanti, do senador Renan Calheiros, entre outras. Um dos casos mais divulgados foi o das filhas gêmeas do apresentador de televisão Gugu Liberato.

## Crimes
De acordo com o portal Aventuras na História, as primeiras denúncias surgiram no Orkut em 2006. "Foi criada uma comunidade por uma usuária anônima conhecida como Iris para comentar os horrores que sofreu nas mãos de Roger. Não demorou muito para aumentar o número de mulheres que diziam ter passado por situações semelhantes, sendo todas violentadas pelo médico", escreveu o portal. Porém, os relatos dos primeiros crimes remontam aos anos 1990 (ou 1968, segundo a Super Interessante), pois, segundo um artigo na Scielo, mais de uma mulher havia feito denúncias, sendo, no entanto, desencorajadas devido ao poder do médico. Uma delas relatou que havia ido à delegacia imediatamente após ter sido violentada, mas o delegado havia lhe dito que seria difícil provar uma acusação contra o “médico das estrelas”.
O caso começou a ganhar repercussão nacional cerca de três anos depois, no início de 2009, quando a imprensa noticiou que Roger Abdelmassih teria abusado sexualmente de suas pacientes. Ele negou as acusações, mas logo o número de denúncias passou de 60, vindas de três estados diferentes. Abdelmassih defendeu-se dizendo sofrer perseguição de clientes insatisfeitas e que tudo não passava da armação de concorrentes.
À época, para a imprensa, Abdelmassih explicou que o propofol, remédio anestésico utilizado no momento de implantação dos embriões, pode provocar alucinações sexuais, e citou os números da produtividade de sua clínica.
A Super Interessante escreveu que após a imprensa divulgar as histórias das vítimas, "todo o material genético manipulado na clínica se tornou duvidoso. Talvez existam pais que não são pais e mães que receberam óvulos de outras doadoras".

### Prisão preventiva
Com as acusações e o início das investigações, no dia 17 de agosto de 2009 o Juiz da 16ª Vara Criminal de São Paulo Bruno Paes Stranforini decretou a prisão de Abdelmassih, mas em 24 de dezembro seguinte, depois de quatro meses na prisão, Abdelmassih foi solto após conseguir um habeas corpus concedido por Gilmar Mendes, então presidente do Supremo Tribunal Federal, que revogou sua prisão preventiva.
Abdelmassih foi condenado, em 23 de novembro de 2010, a 278 anos de prisão pela juíza Kenarik Boujikian Felippe, da 16ª Vara Criminal de São Paulo. Ele foi acusado de 52 estupros de pacientes em sua clínica, localizada em uma área nobre da capital paulista, e condenado por estupro e atentado violento ao pudor, apesar de algumas absolvições. Condenado, Abdelmassih conseguiu, novamente por decisão de Gilmar Mendes, o direito de recorrer em liberdade através de liminar concedida no habeas corpus impetrado no Supremo Tribunal Federal (STF).
Após notícias de que o médico estivesse buscando a renovação de seu passaporte, a Justiça solicitou sua prisão por desconfiar que ele pudesse deixar o país. No entanto, antes que pudesse ser capturado, o criminoso fugiu do Brasil no início de 2011, passando a figurar na lista de criminosos procurados pela Interpol e tornando-se um dos 25 criminosos mais procurados pela Polícia Civil de São Paulo.
Na época, supôs-se que ele teria fugido pela fronteira do Paraguai, seguindo para o Uruguai, de onde com um passaporte falso teria fugido para o Líbano, país com o qual o Brasil não tem tratado de extradição. Porém, Abdelmassih na verdade havia continuado no Paraguai, morando com sua esposa Larissa Maria Sacco e os filhos gêmeos do casal em Assunção, onde se passava por um empresário paraguaio, usando o nome de Ricardo Galeano.

### Prisão definitiva
Após mais de três anos sendo procurado pela polícia brasileira, Abdelmassih foi preso pela Polícia Federal no dia 19 de agosto de 2014, às 13h25. A prisão ocorreu nas proximidades da escola onde ele deixara seus filhos e a esposa. Chegou ao Brasil em 20 de agosto de 2014, sendo encaminhado à Penitenciária II de Tremembé.
A defesa de Roger, composta pelo ex-ministro da justiça Marcio Thomaz Bastos e pelo advogado José Luis Oliveira Lima, não comentou a prisão. Em nota, a defesa afirmou que ainda aguardava o resultado de recurso no Tribunal de Justiça de São Paulo contra a condenação em primeira instância. Mesmo com a fuga, os advogados ainda poderiam recorrer aos tribunais superiores em Brasília.
A promotoria paulista também recorreu dessa decisão com o intuito de aumentar a pena de 278 anos de prisão. Apesar da condenação beirar três séculos, a legislação brasileira impede que criminosos fiquem presos por mais de 30 anos.
Em 29 de Setembro de 2017 o ministro Ricardo Lewandowski do Supremo Tribunal Federal concedeu decisão favorável ao criminoso para que ele cumpra o resto de sua pena em prisão domiciliar. Para tomar a decisão, Lewandowski levou em consideração o comportamento e também o quadro clínico de problemas cardíacos do ex-médico. Esta decisão foi revogada em 13 de Agosto de 2019 com base em suspeitas de que o condenado estaria fraudando seus exames, fazendo uso secretamente de medicamentos que alteravam os resultados clínicos, o que favorecia a decisão para que cumprisse a pena em casa.
Em 6 de maio de 2021, ele voltou a poder cumprir a prisão em casa, com a juíza Sueli Zeraik de Oliveira Armani, da Vara de Execuções Criminais de Taubaté, determinando monitoramento por meio de tornozeleira eletrônica. Esta decisão foi novamente revogada em julho seguinte.
Em novembro de 2021, ele foi internado no Hospital Penitenciário do Estado de São Paulo, após o que a defesa tentou nova prisão domiciliar, o que foi negado.